# فيكتور بيسي
فيكتور بيسي (بالإسبانية: Víctor Pecci)‏ مواليد 15 أكتوبر 1955 في أسونسيون، هو لاعب كرة مضرب باراغواياني سابق بدأ مسيرته كمحترف سنة 1976 وكان يلعب باليد اليمنى، اعتزل اللعب في 1990. أعلى تصنيف له في الفردي كان المركز الـ 9 في سنة 1980. أعلى تصنيف له في الزوجي كان المركز الـ 13 في سنة 1979. فاز بجائزة أفضل لاعب متحسن من قبل رابطة محترفي كرة المضرب.

## النهائيات

### الفردي: 1 (الوصافة 1)
| الحصيلة | السنة | البطولة                  | الأرضية | المنافس في النهائي | النتيجة في النهائي      |
| الوصافة | 1979  | دورة رولان غاروس الدولية | ترابية  | بيورن بورغ         | 3–6, 1–6, 7–6(8–6), 4–6 |

## روابط خارجية
- فيكتور بيسي على موقع رابطة محترفي التنس (الإنجليزية)
- فيكتور بيسي على موقع الاتحاد الدولي لكرة المضرب (الإنجليزية)
- فيكتور بيسي على موقع كأس ديفيز (الإنجليزية)
- فيكتور بيسي على موقع خلاصة التنس.كوم (الإنجليزية)